# Morpho rentschi
Morpho rentschi är en fjärilsart som beskrevs av Weber 1944. Morpho rentschi ingår i släktet Morpho och familjen praktfjärilar. Inga underarter finns listade i Catalogue of Life.